# Жигайловское сельское поселение
Жига́йловское се́льское поселе́ние — муниципальное образование в Корочанском районе Белгородской области.
Административный центр — село Жигайловка.

## История
Жигайловское сельское поселение образовано 20 декабря 2004 года в соответствии с Законом Белгородской области № 159.

## Население
| 2010 | 2011 | 2012 | 2013 | 2014 | 2015 | 2016 | 2017 | 2018 |
| ---- | ---- | ---- | ---- | ---- | ---- | ---- | ---- | ---- |
| 829  | ↘828 | ↘802 | ↘794 | ↘780 | ↗790 | ↘780 | ↗785 | ↘743 |
| 2019 | 2020 | 2021 |      |      |      |      |      |      |
| ↘719 | ↘713 | ↘592 |      |      |      |      |      |      |

## Состав сельского поселения
| № | Населённый пункт | Тип населённого пункта       | Население |
| - | ---------------- | ---------------------------- | --------- |
| 1 | Гороженое        | хутор                        | ↘27       |
| 2 | Жигайловка       | село, административный центр | ↗590      |
| 3 | Заломное         | село                         | ↘40       |
| 4 | Костевка         | хутор                        | ↘0        |
| 5 | Сидоровка        | село                         | ↘96       |
| 6 | Труд             | хутор                        | ↘76       |